# Pembroke (Virgínia)
Pembroke é uma cidade  localizada no estado norte-americano de Virginia, no Condado de Giles.

## Demografia
Segundo o censo norte-americano de 2000, a sua população era de 1134 habitantes.
Em 2006, foi estimada uma população de 1184, um aumento de 50 (4.4%).

## Geografia
De acordo com o United States Census Bureau tem uma área de
2,9 km², dos quais 2,9 km² cobertos por terra e 0,0 km² cobertos por água.

## Localidades na vizinhança
O diagrama seguinte representa as localidades num raio de 20 km ao redor de Pembroke.